# Luis Garrido Díaz
Luis Garrido Díaz (* 1898 in Mexiko-Stadt; † 1973 ebenda) war ein mexikanischer Jurist und Philosoph sowie Rektor der Universidad Nacional Autónoma de México (UNAM).

## Biografie
Garrido studierte an der Escuela Nacional de Jurisprudencia, der späteren Fakultät für Rechtswissenschaften der UNAM, und schloss sein Studium 1922 ab. Es folgte das Studium der Philosophie an der Escuela Nacional de Altos Estudios, an der er später auch lehrte. Vom 2. Juni 1948 bis 14. Februar 1953 war er Rektor der UNAM.
Garrido war Gründer der Asociación Mexicana de Universidades und war Mitglied der Academia Mexicana de la Lengua. Er hatte mehrere Doktorate, unter anderem das der UNAM und der Universidad Veracruzana.
Sein Sohn Luis Javier ist Politologe und Professor.
| Personendaten    | Personendaten                                                                               |
| ---------------- | ------------------------------------------------------------------------------------------- |
| NAME             | Garrido Díaz, Luis                                                                          |
| KURZBESCHREIBUNG | mexikanischer Jurist und Philosoph sowie Rektor der Universidad Nacional Autónoma de México |
| GEBURTSDATUM     | 1898                                                                                        |
| GEBURTSORT       | Mexiko-Stadt                                                                                |
| STERBEDATUM      | 1973                                                                                        |
| STERBEORT        | Mexiko-Stadt                                                                                |